# Call of Duty: Modern Warfare
Call of Duty: Modern Warfare é um jogo eletrônico de tiro em primeira pessoa produzido pela Infinity Ward. Foi publicado pela Activision em 25 de outubro de 2019 para Microsoft Windows, PlayStation 4 e Xbox One. É o decimo sexto jogo da serie Call of Duty e actua como um "soft reboot" da sub-serie Modern Warfare.
Os eventos do jogo ocorrem num cenário realista e moderno. Pela primeira vez na história da série, Call of Duty: Modern Warfare suporta multijogador em cross-platform. Activision também confirmou que o jogo não tem Passes de Temporada, permitindo assim lançar conteúdo gratuito pós-lançamento. Também foi o primeiro jogo desde Call of Duty: Ghosts (2013) sem o modo Zombies.
Antes do seu lançamento, o jogo estava dividindo a opinião dos críticos devido ao conteúdo que a campanha principal iria abordar. Contudo, no seu lançamento, Call of Duty: Modern Warfare acabou recebendo muitas resenhas e avaliações positivas devido ao seu gameplay, história, multiplayer e gráficos, mas o modo campanha recebeu algumas críticas negativas, assim como o balanceamento no multiplayer e problemas técnicos (bugs).

## Contexto
Em 2019, uma missão secreta da CIA para recuperar armas químicas dá errado, e essas acabam caindo nas mãos de uma organização terrorista chamada Al-Qatala, situada no país fictício Urziquistão, que pretende usar essas armas para atacar diferentes partes do globo, visando afastar a influência externa do seu território. Com o futuro do mundo em jogo e uma ameaça internacional sem precedentes à solta, a chefe da CIA, Kate Laswell precisa contar com a ajuda de seu amigo veterano John Price e da líder de uma milícia, Farah Karim, para impedir o avanço da Al-Qatala e estabelecer a ordem, ao mesmo tempo que um general russo desonesto mantém o controle total do Urziquistão.

## Gameplay
O jogo conta com escolhas morais baseadas em táticas, onde o jogador é avaliado e recebe uma pontuação no final de cada nível; os jogadores têm que verificar rapidamente se os NPCs são uma ameaça ou não, como encontrar um civil que acredita-se estar indo pegar uma arma ou indo pegar um bebê. Esta pontuação de dano colateral, referida como uma avaliação de ameaça, é baseada em quantos civis o jogador fere ou mata e varia de grau de A a F - as recompensas são introduzidas à aqueles que pontuam mais alto. O diálogo pode ser diferente dependendo das escolhas que o jogador fizer no jogo. As decisões táticas envolvem o uso de um rifle sniper em um ambiente grande para abordar objetivos em uma ordem não linear e disparar luzes em favor do uso de óculos de visão noturna durante a violação e a limpeza .
Pela primeira vez na série, o jogo permite que o jogador recarregue as armas enquanto aponta para a mira da arma ao mesmo tempo.
Modern Warfare é o primeiro jogo da série desde Call of Duty: Ghosts de 2013 a não apresentar um modo Zombies, apresentando o modo cooperativo Spec Ops presente em Call of Duty: Modern Warfare 2 e Call of Duty: Modern Warfare 3. O modo Spec Ops compartilha sua narrativa com a campanha e o multiplayer.

## Enredo

### Campanha
Em 2019, durante uma missão secreta para recuperar cargas de um gás químico que estava sendo enviado em direção ao Urziquistão, o oficial da CIA Alex Keller é interceptado por forças hostis desconhecidas que eliminam os Fuzileiros Navais que acompanhavam Alex, e fogem com o gás. A ajudante de Alex, Chefe de Estação Kate Laswell, pede ajuda ao Capitão da SAS John Price para recuperar os químicos e apaziguar a situação com a Rússia, porque os soldados que protegiam a área onde estava a remessa de gás eram da Spetznaz, e foram mortos por Alex e seus companheiros. 24 horas depois, um grupo de homens-bomba, afiliados com a organização terrorista Al-Qatala, atacam Piccadilly Circus em Londres. O Sargento da SAS Kyle Garrick é despachado para conter a situação, com a assistência de Price e forças policiais locais. A Al-Qatala posteriormente assumiu a responsabilidade dos ataques, explicando que "luta para expulsar todo o poder estrangeiro de seu solo". Após isso, Alex é enviado ao Urziquistão para se encontrar com a líder rebelde de uma milícia local, chamada Farah Karim, que aceita em juntar forças para localizar os químicos, enquanto o ajuda a lutar contra as forças russas lideradas pelo General Roman Barkov, que tomou o controle do país há cerca de 20 anos.
Após o ataque em Londres, Garrick explica à Price que, junto com sua equipe, estava rastreando a célula terrorista há semanas e que tinha informações sobre o paradeiro dos terroristas. Com isso, Price e Garrick invadem uma casa ocupada pela Al-Qatala, onde eles descobrem a localização do seu líder, Omar Sulaman, conhecido como "Lobo". As forças de Farah se movimentam em direção ao Hospital Ramaza no Urziquistão, e capturam o Lobo com a ajuda de Alex, e assim o levam para a Embaixada dos Estados Unidos no Urziquistão. Lá, Price reconhece Sulaman, já que este no passado fazia parte da resistência urzique e era aliado de Price, mas que desertou para liderar a Al-Qatala. Posteriormente, o braço direito do Lobo, Jamal Rahar, conhecido como "Açougueiro", junta seus homens e invadem a Embaixada em uma tentativa de libertar o Lobo. Price, Garrick, Alex, Farah e as forças de defesa da embaixada trabalham juntos para proteger o Lobo, mas falham. Apesar de ter sido preso em um esconderijo improvisado, as forças da Al-Qatala invadem pela parede e resgatam o Lobo. Farah cria, então, um plano para emboscar os homens do Lobo na "Estrada da Morte" no Urziquistão. Seu plano dá errado quando os homens de Barkov atacam tanto os militantes da Al-Qatala, quanto as forças rebeldes de Farah. O irmão de Farah, Hadir é revelado como o ladrão da carga química levada durante a missão de Alex; em uma tentativa de barrar as forças hostis, Hadir libera os químicos na área, matando todos os homens de Barkov e as forças da Al-Qatala, com Farah e Alex escapando por pouco da morte. Antes de Alex e Farah perderem a consciência por causa do gás, Hadir explica brevemente à Alex que roubou o gás apenas para ajudar, e pediu para Alex dizer isso à Farah.
20 anos antes, uma jovem Farah e um jovem Hadir se tornam órfãos durante a tentativa de Barkov de tomar controle do Urziquistão. Os dois tentam fugir do país, mas são capturados pelo próprio Barkov e presos. Nos anos seguintes, Farah torna-se Comandante Karim das forças rebeldes, com Hadir como seu segundo em comando. Anos depois, em 2009, Farah planeja um fuga da prisão de Barkov, e consegue libertar vários membros das forças rebeldes, incluindo Hadir, com a ajuda de um jovem Price, o que explica a boa relação entre os dois. De volta ao presente, Hadir aparentemente se juntou às forças da Al-Qatala, forçando Farah e o time de Price a tomar uma decisão. Com informações fornecidas por Laswell, a equipe de Price localiza o paradeiro do Lobo e se infiltram na base secreta dele e conseguem matá-lo, apesar de Hadir não ser encontrado. Com o gás ainda desaparecido, o governo dos Estados Unidos classifica o exército de libertação de Farah como uma "ameaça terrorista estrangeira". Alex, frustrado com a decisão e a impossibilidade de ajuda de Laswell, decide ficar no Urziquistão como parte do exército de Farah.
Seguindo uma informação de um possível ataque na Rússia orquestrado por Hadir, Price e Garrick vão a São Petesburgo e encontram-se com um dos velhos contatos de Price, Nikolai. Eles conseguem interceptar um encontro da Al-Qatala e apreendem o Açougueiro. Com o Açougueiro se recusando a revelar onde está o gás, Price recorre a sua esposa e filho, deixando o Açougueiro sem opção a não ser revelar a localização do gás e de Hadir. Garrick recebe a escolha de executar o Açougueiro ou deixá-lo viver. Rapidamente, Price deduz que Hadir planeja atacar Barkov em sua residência na Moldávia, e procedem para interceptá-lo o mais rápido possível, para evitar uma possível terceira guerra mundial, possibilidade esta levantada por Nikolai em conversa com Price. Durante a viagem, Garrick questiona as decisões de Price, de não só ir até a Rússia extraoficialmente, como também sequestrar a família do Açougueiro para chantageá-lo. Price então explica que são "ossos do ofício" e que táticas sujas fazem parte da missão para manter o mundo limpo, deixando a critério de Garrick seguir na missão ou abandonar tudo. Garrick então nega quaisquer dúvidas e decide seguir em frente junto com Price. Na residência de Barkov, ambos descobrem por Hadir a localização da fábrica de gás de Barkov, e escapam por pouco. Entretanto, Laswell chega, informando Price que a Rússia exige que Hadir seja entregue a eles. Price relutantemente cumpre a ordem, sob a condição de que eles mantenham a informação sobre a fábrica de gás. Price e Garrick se encontram com Farah e Alex no Urziquistão, e apesar de Farah inicialmente se mostrar furiosa com Price por ter entregado seu irmão à Rússia, decide colaborar depois que Price mostra as plantas da fábrica, entregues por Hadir. A equipe então planeja o ataque à fabrica. Com a assistência de Laswell, o time avança na fábrica, e tenta usar explosivos providos por Nikolai para demoli-la. Entretanto, o detonador é danificado e inutilizado quando Alex tenta lutar contra um soldado da Spetsnaz fortemente armado. Alex se voluntaria para instalar os explosivos manualmente, sacrificando-se. Quando Barkov tenta fugir da instalação de helicóptero, Farah embosca-o e mata-o. As forças de Farah e o time de Price evacuam assim que a fábrica é destruída.
Com Barkov morto e renegado pela Rússia, Price discute com Laswell a formação de uma nova força-tarefa, chamada de "141", em preparação contra o terrorista russo Victor Zakhaev, que pretende seguir os planos de seu pai, Imran. Laswell providencia a Price arquivos com possíveis recrutas, incluindo Garrick, apelidado de "Gaz", John "Soap" MacTavish, e Simon "Ghost" Riley. Ao mesmo tempo, Al-Assad começa sua tomada pela região.

### Special Ops
Seguido da morte do Lobo, Al-Qatala re-emerge com um novo líder, que posa como uma ameaça perigosa contra as forças russas em Verdansk. Laswell, junto ao Sargento Kamarov do FSB, autoriza uma operação conjunta, alistando vários dos melhores operadores do mundo contra a nova ameaça não identificada.

## Produção
O jogo foi produzido pela Infinity Ward, depois de Infinite Warfare, continuando o "ciclo de três anos de produção" que cada produtora tem. Beenox e Raven Software dão trabalho adicional à produção. O jogo estreia um novo motor na serie, permitindo maior detalhe no ambiente, fotogrametria superior, melhor rendering e volumetria de luz e uso de ray tracing. A 30 de maio de 2019 o jogo e a data do lançamento foram revelados.

## Recepção

### Crítica
Call of Duty: Modern Warfare recebeu críticas "geralmente positivas", de acordo com o site agregador Metacritic. O jogo foi elogiado por seu gameplay, história (sendo considerado por alguns críticos como a melhor da franquia), seu multiplayer, os gráficos e melhorias ao formato Call of Duty, apesar da campanha principal ter recebido críticas negativas a respeito da forma como lidou com seu tema, além de alguns problemas de balanceamento nos modos online.

### Comercial
Modern Warfare arrecadou US$ 600 milhões de dólares nos seus primeiros três dias de vendas, fazendo deste título o mais rentável neste geração de consoles e quebrou vários recordes de vendas, incluindo a maior vendagem digital no primeiro dia de comercialização na história da Activision, a maior quantidade de cópias digitais vendidas em três dias no PlayStation 4 e o melhor lançamento de um jogo da saga Call of Duty no PC. No Japão, estreou no topo do top 20 dos mais vendidos, com 117 670 unidades comercializadas em sua primeira semana de lanaçamento.
Em 18 de dezembro de 2019, a Activision afirmou que Call of Duty: Modern Warfare rendeu para a empresa mais de US$ 1 bilhão de dólares em lucros.

## Nota
1. ↑  Trabalho adicional por Raven Software, Beenox High Moon Studios, e Sledgehammer Games.